# Ксинкін Олексій Миколайович
Олексій Миколайович Ксинкін (1923—1984) — підполковник Радянської Армії, учасник Великої Вітчизняної війни, Герой Радянського Союзу (1944).

## Життєпис

Дошка на честь Олексія Ксинкіна

Олексій Ксинкін народився 15 березня 1923 року в селі Алгасово (нині  — Моршанський район Тамбовської області). За національністю росіянин. Закінчив десять класів школи. У січні 1942 року Ксинкін був призваний на службу до Робітничо-селянської Червоної Армії. У жовтні того ж року він закінчив Благовіщенське піхотне училище. З листопада 1942 року  — на фронтах Великої Вітчизняної війни. Брав участь у боях на Західному, Брянському, Центральному фронтах, два рази був поранений і контужений. Член ВЛКСМ з 1942 року.
До вересня 1943 року гвардії лейтенант Олексій Ксинкін командував взводом 3-го батальйону 29-го гвардійського стрілецького полку 12-ї гвардійської стрілецької дивізії 61-ї армії Центрального фронту. Відзначився під час битви за Дніпро. В ніч з 28 на 29 вересня 1943 року взвод Ксинкіна переправився через Дніпро в районі села Глушець Лоєвського району Гомельської області Білоруської РСР і взяв активну участь у боях за захоплення та утримання плацдарму на його західному березі. Взвод Ксинкіна успішно знищив вкопаний в землю танк, розгромив штаб німецького батальйону, захопивши важливі документи. Коли командир роти вибув з ладу, Ксинкін його замінив собою, після чого три дні утримував позиції до підходу основних сил. В тому бою Ксинкін отримав важке поранення, але продовжував битися.
Указом Президії Верховної Ради СРСР від 15 січня 1944 року за зразкове виконання бойових завдань командування на фронті боротьби з німецькими загарбниками та проявлені при цьому мужність і героїзм гвардії лейтенант Олексій Ксинкін був відзначений званням Героя Радянського Союзу з врученням ордена Леніна і медалі «Золота Зірка» за номером 4069.
У червні 1946 року Ксинкін був звільнений у запас, проте в 1949 році повернувся до лав армії. У 1964 році у званні капітана він був звільнений в запас, пізніше отримав звання підполковника запасу. Проживав у Харкові, працював старшим інженером в хлібопекарській промисловості. Помер 12 лютого 1984 року. Похований на Харківському міському кладовищі № 2.

## Нагороди
- Герой Радянського Союзу (15.01.1944)
- Орден Леніна (15.01.1944)
- Медаль «За бойові заслуги» (30.12.1956)
- Медаль «30 років Радянській Армії та Флоту»

## Пам'ять
5 серпня 2013 року Олексію Ксинкіну була встановлена меморіальна дошка на фасаді будинку де він жив, за адресою вулиця Державінська 2.